# 丘尼福姆崖
丘尼福姆崖（英語：Cuneiform Cliffs），是南極洲的山崖，位於維多利亞地的博克格雷溫克海岸，處於馬里納冰川下游北岸的馬爾塔高原南端，由新西蘭南極名稱諮詢委員會命名，現時由南極條約體系管理。